# Обертання у фігурному катанні

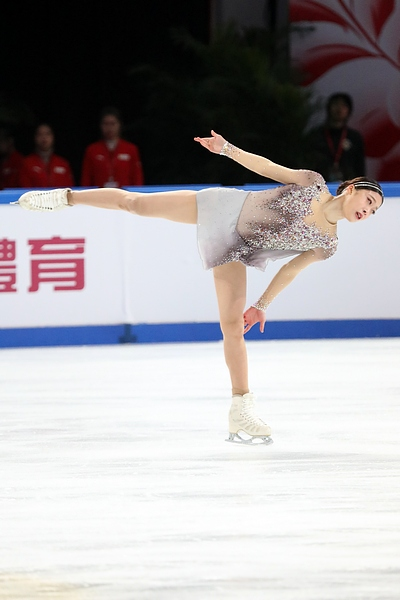
Ю Янг виконує один із видів обертань на Cup of China 2019

Обертання (піруети) на одній нозі є необхідним елементом фігурного катання. Розрізняють п'ять класичних видів обертання: стоячи («гвинт»), захил, більман, сидячи («дзиґа») і обертання в «ластівці» («лібела»). Крім цих п'яти, існує величезна кількість варіацій: напівбільман, «прапорець», захил «колечком» та інші. Найшвидше обертання відбувається у гвинті, коли швидкість може перевищувати 2 обороти на секунду. Захил і більман — обертання суто жіночі, мало хто з чоловіків здатен на них.
Для фігуриста, що обертається проти годинникової стрілки (яких більшість), обертання на лівій нозі вважається «обертанням вперед», на правій — «обертанням назад», у напрямку заходу. Спортсмен може, не перестаючи крутитися, переходити з однієї ноги на іншу («обертання зі зміною ноги»), змінювати позу («комбіноване обертання»), заходити на обертання стрибком («стрибок у обертання» або «комбіноване обертання зі стрибковим заходом»).
Обертання не є особливо травмонебезпечними, але при сильному скручуванні коліна можна пошкодити колінні зв'язки. Крім того, фігуристи парного катання можуть поранити одне одного під час синхронного обертання.

## Виконання

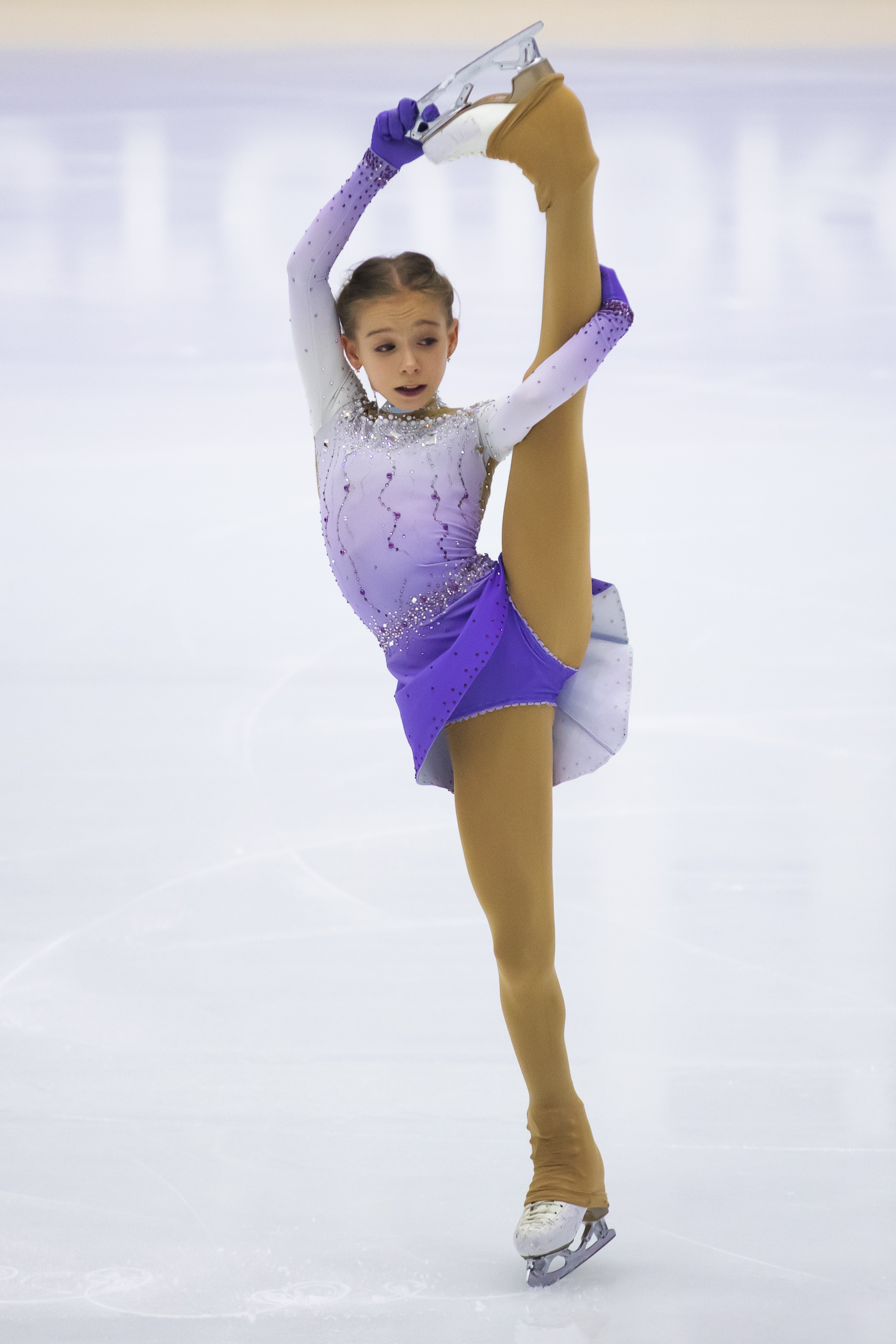
Дарія Садкова виконує обертання «прапорець»

Більшість фігуристів-початківців вчаться виконувати обертання проти годинникової стрілки, але деякі можуть виконувати їх за годинниковою стрілкою. Більшість обертань виконуються на одній нозі, за винятком обертання двома ногами, яке починаючі фігуристи, як правило, вивчають спочатку, і обертання з перехресними ногами. Обертання двома стопами складається з трьох важливих частин — встановлення, заведення та обертання, а також виходу, який можна виконати обертанням у закритому положенні обертання до зупинки або за допомогою заднього внутрішнього краю зі зміною стопи.
Успішне виконання обертів залежить від ефективного управління кутовим моментом, який виникає на початку обертання і закінчується, коли фігурист перебуває у обертанні, і вся лінійна сила перетворюється на кутову швидкість. Фігурист обертається навколо точки, в якій його лезо торкається льоду, найважливішої точки на вертикальній осі, створеній його тілом, і фіксованої вертикальної осі, яка простягається від леза на льоду до найвищої точки його тіла. Відсутність кутового моменту означає, що на результуючий рух впливає менше змінних або векторів, тому, якщо центр ваги зберігається, обертання повинно бути легше виконувати, ніж інші елементи, такі як стрибки. Зміну від кутового моменту до кутової швидкості навколо фіксованої вертикальної осі важко контролювати, як і перехід від однієї сили до іншої загалом. Швидкий рух вперед також не може бути ефективно перетворений у кутову швидкість, тому перетворення швидкого лінійного руху, який створює велику силу, у швидкий обертальний рух є невеликим.
Обертання складається з наступних частин: підготовка, вхід, оберт і вихід. Під час підготовчого етапу фігуристи зменшують радіус кривої та швидкість, що означає, що фігурист повинен збільшити нахил у оберті. Більша сила під час початкового поштовху фази підготовки обертання призводить до більшого крутного моменту та кутового моменту, що призведе до швидшого обертання. Міжнародний союз ковзанярів визначає вихід обертання як «останню фазу обертання та включає фазу, що йде безпосередньо після обертання». Вихід із обертання відбувається у два етапи: порушення обертального обертання елемента та сам вихід. Існує багато варіацій виходу обертів. Складний вихід — це будь-який стрибок або рух фігуриста, який значно ускладнює вихід.
Початкова фаза обертання створює логарифмічну криву з невизначеною кількістю радіусів, найменшого в кінці та найбільшого на початку. Коли радіус початкової кривої зменшується, фігурист змінює кут нахилу до вертикальної осі, поступово зменшуючи швидкість. Крива закінчується поворотом, центр ваги трохи нижче, в результаті чого фігурист починає обертатися. Після початку фактичного обертання вони демонструватимуть великий момент інерції. Їхні плечі розташовані прямокутно до стегон і обертаються одне з одним з однаковою кутовою швидкістю. Центр ваги фігуриста має бути безпосередньо над його опорою (наприклад, там, де лезо контактує з льодом), щоб він міг виконати збалансоване обертання. Якщо обертання не збалансоване та не відцентроване, вертикальна проекція центру тяжіння відсувається від основи опори, що призводить до того, що лопаті, що обертається, утворюють невеликі петлі на льоду.
Метою фігуриста під час більшості обертань є якомога швидше обертатися, мати чітке положення тіла, підтримувати ідеальний баланс до, під час і після обертання, а також залишатися на одному місці, що називається центруванням, під час обертання. Щоб швидко обертатися, фігурист повинен збільшити свою швидкість (обертів за хвилину), що досягається зменшенням відстані вертикальної осі від частин свого тіла. Це робиться шляхом наближення їхніх рук і вільної ноги до тіла на одній лінії з вертикальною віссю. Оскільки справжній центр ваги знаходиться в точці, де лезо стикається з льодом, фігурист також повинен опустити руки та вільну ногу до цієї точки.

## Види обертань
Розрізняють п'ять класичних видів обертання: стоячи («гвинт»), захил, більман, сидячи («дзиґа») і обертання в «ластівці» («лібела»). Крім цих п'яти, існує величезна кількість варіацій: напівбільман, «прапорець», захил «колечком» та інші.

### Обертання стоячи

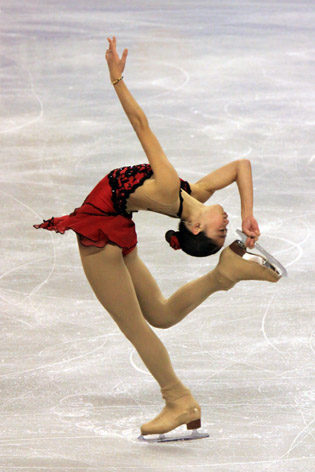
Мірай Наґасу виконує захил із захопленням ноги

- Обертання на двох ногах — навчальний різновид, коли фігурист обертається, стоячи на обох ногах.
- Обертання на одній нозі — обертання, при якому фігурист обертається на одній нозі.
- Гвинт, прямий гвинт — обертання стоячи, при якому вільна нога схрещується з опорної попереду. Як правило, це обертання починається у відкритій позиції, коли руки розведені широко в сторони, а вільна нога відведена вперед убік та вгору. Поступово руки та нога підтягуються до корпусу, що збільшує швидкість обертання, вільна нога при цьому додатково опускається вниз до стикання ніг зовнішніми сторонами кісточок. Обертання відбувається суворо на ребрі назад-всередину.
- Зворотний гвинт аналогічний прямому гвинту, але виконується на ребрі назад-назовні і, як правило, на протилежній нозі. Зазвичай вивчається відразу після прямого гвинта або паралельно з ним і є одним із найважливіших навичок при розучуванні стрибків.
- Гвинт із схрещенням ніг — зворотний гвинт, у якому вільна нога схрещується не спереду, а ззаду, і виноситься стопою убік. Опорна нога трохи підгинається, вільна пряма.
- Ламб'єль — різновид зворотного гвинта з відкинутою назад головою і піднятими до її рівня з'єднаними руками. Названа на честь швейцарського фігуриста Стефана Ламб'єля, який чудово володіє цим обертанням.
- Захили — обертання стоячи з прогином у спині та головою, відкинутою назад. Є варіації захилів із захопленням вільної ноги та притягуванням леза ковзана до голови.
- Аттітюд — варіація, в якій голова повертається убік замість закидання назад, а вільна нога утримується в балетній позиції «аттітюд».
- Олівець (англ. I-spin) передбачає витягування вільної ноги вгору спереду, утримуючи її руками в позиції поздовжнього шпагату. Ідеальне виконання елемента — це абсолютно прямі, вертикально розташовані ноги та корпус.
- Розстріл (англ. Shotgun-spin) — різновид олівця, в якій пряма вільна нога утримується однією або двома руками на рівні від тазу до грудей прямо перед корпусом, або злегка убік.
- Прапорець (англ. Y-spin) — аналогічне олівцю обертання, тільки вільна нога витягується в поперечний шпагат, утворюючи позицію, що віддалено нагадує флагшток. Утримання ноги також може здійснюватися однією або двома руками за ковзан чи стопу.

### Більман

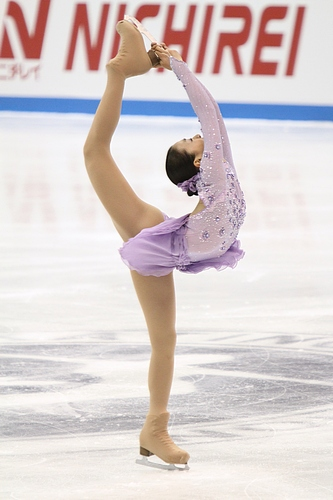
Мао Асада виконує більман

- Більман — варіація захилу, в якій вільна нога витягується нагору і утримується над головою. Бувають більмани із захопленням однією або двома руками, за черевик або лезо.
- Більман з перехресним захопленням (англ. cross-grab Biellmann) — коли фігурист захоплює вільну ногу перехрещеними руками. Друга рука може не використовуватися в цій позиції — таке захоплення характерне для Мао Асади.
- Напівбільман (англ. half-Biellmann) — коли спортсмен захоплює вільну ногу не за ковзан, а за кісточку або коліно. Корпус фігуриста залишається «обличчям» до льоду, а вільна нога підіймається наверх, і там утримується.
- Більман у шпагаті — більман, який виконується у формі шпагату. Фігурист захоплює вільну ногу і витягує її в повній розтяжці наверх у вигляді шпагату. Зазвичай витягнуту ногу фігурист утримує за стопу або за коліно.
- Спіраль «колечко» (англ. Catch-foot spiral) — схоже на напівбільман, але в ньому корпус розгортається перпендикулярно льоду, і вигинається так, що голова розташовується поруч з ковзаном вільної ноги. Візуально нагадує «кільце», паралельне льоду. Оксана Баюл, Сідзука Аракава, Анастасія Гімазетдинова та Юкарі Накано часто виконували це обертання.
- Ірина Слуцька одна з перших виконувала більман зі зміною ноги (коли під час виконання елемента під час обертання відбувається зміна ноги).

### Обертання сидячи

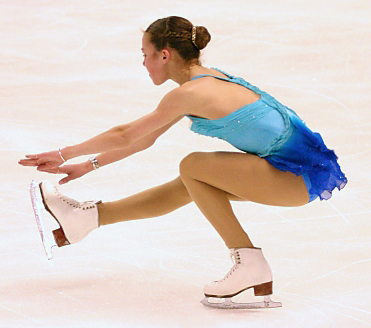
Кіммі Мейсснер виконує дзиґу

- Проста дзиґа — класична позиція дзиґи, стегно опорної ноги паралельно льоду, вільна нога або витягнута вперед, або трохи зігнута всередину, спина пряма і нахилена вперед, руки витягуються вперед.
- Гармата або дзиґа із захопленням вільної ноги руками (англ. shoot-the-duck) — вільна нога розпрямлена, витягнута вперед, і утримується руками паралельно льоду.
- Складка — дзиґа, в якій корпус і голова щільно складені до опорної ноги, вільна нога або витягнута вперед, або зігнута всередину.
- Млинець (англ. pancake spin) — ковзан вільної ноги лежить на коліні або стегні опорної, при цьому позиції рук можуть змінюватись, руки можуть охоплювати опорний ковзан, бути відведені в сторони або зімкнуті в замку за спиною.
- Скручена дзиґа — корпус сильно скручується так, що лінія плечей стає перпендикулярна льоду. Вільна нога схрещується попереду з опорною.
- Ламана дзиґа (англ. Broken leg sit spin) — вільна нога розгорнута і сильно винесена в бік від опорної.

### Ластівка (лібела)

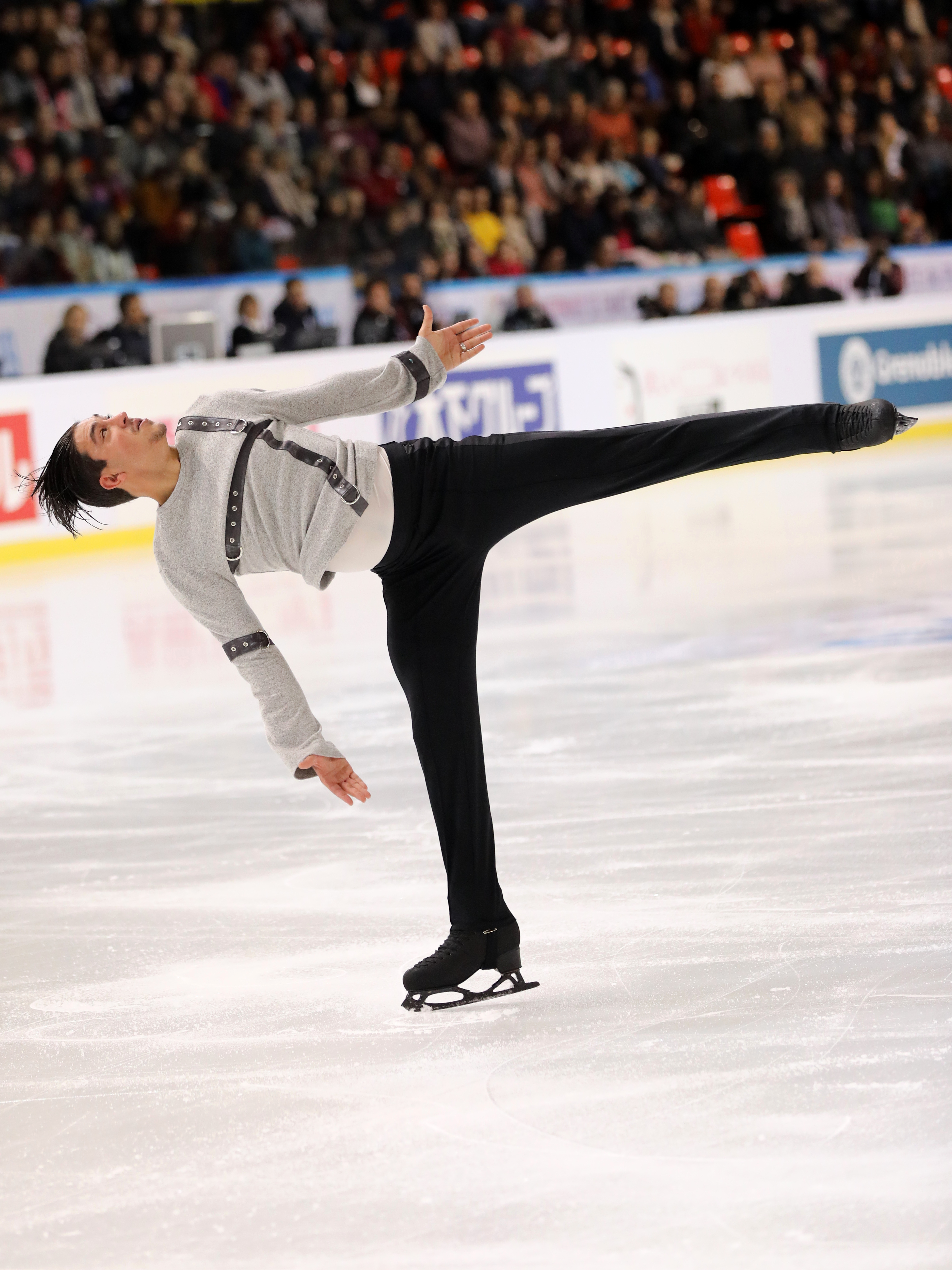
Даніель Самохін виконує лібелу

- Стрибок у лібелу (бедуїнський) — стрибок із зовнішнього ребра з ходу вперед поштовхової ноги в позицію лібели на хід назад-назовні махової.
- Лежача лібела (англ. Layover camel) — виконується з розворотом корпусу та вільної ноги «обличчям» вгору. Цю варіацію обертання можна часто спостерігати у художньому катанні на роликах, де воно називається захилом (не плутати із захилом у фігурному катанні на ковзанах).
- Лежача лібела зі звішеною ногою (англ. Bent-leg layover) — те саме, що й лежача лібела, але з зігнутою в коліні вільною ногою. Хосе Чоуїнард та Йон А Кім відомі як найкращі виконавці цієї варіації обертання. Обидва використовують їх як свої «фірмові» обертання. Також обертання відомо під назвою «Лібела Гардінг» (англ. Harding camel), на честь Тоні Гардінг.
- Графстрем — лібела із зігнутою опорною ногою і вільною в позиції арабески .
- Лібела, яка гойдається (англ. Illusion spin) — виконується утримуванням корпусу і вільної ноги в одній прямій лінії, і ритмічному розгойдуванні цієї позиції з періодом упівобороту. Візуально сприймається як обертання під незмінним кутом до опорної ноги. Тіффані Чин часто виконувала це обертання. Однак, оскільки обертання динамічне і не передбачає утримання позиції, згідно з новою суддівською системою ІСУ не вважається складною варіацією.

## У парному катанні і танцях на льоду
Обертання в парному катанні бувають паралельними (партнери синхронно виконують те саме обертання) і спільними (обертаються як єдине ціле). У танцях виконуються лише спільні обертання.
Найбільш поширені зі спільних: «англійське обертання» (парне обертання сидячи), «крокодил» (зустрічна лібела), парна лібела. У сучасному катанні спільні обертання — одні з тих, де пара може проявити фантазію.

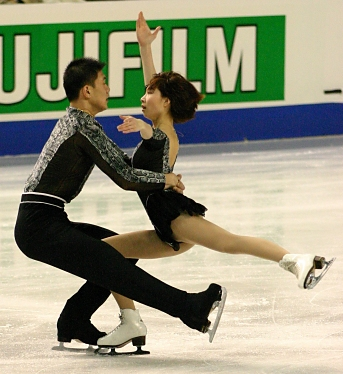
Парне обертання сидячи Чжан Дань / Чжан Хао
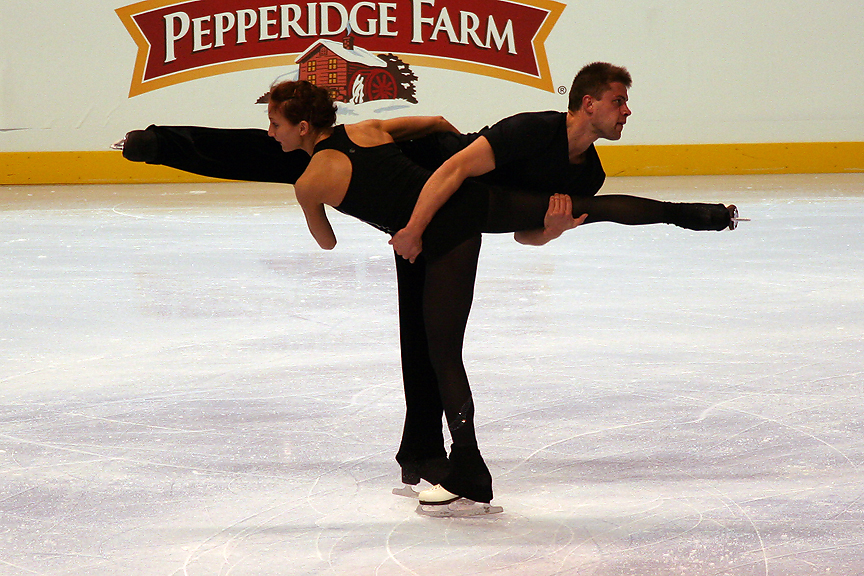
Обертання «крокодил» Домініка Пьонтковська / Дмитро Хромін
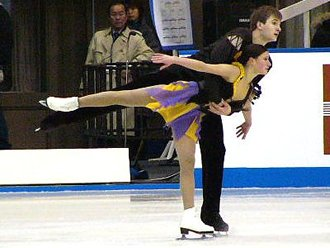
Парна лібела Тетяна Волосожар / Петро Харченко
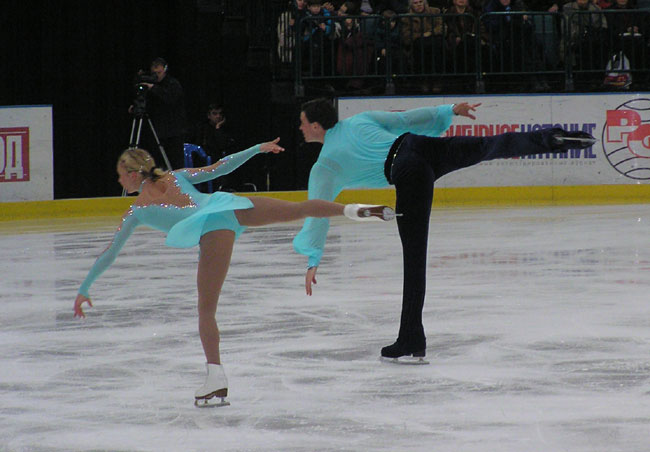
Паралельне обертання Тетяна Тотьмяніна / Максим Маринін
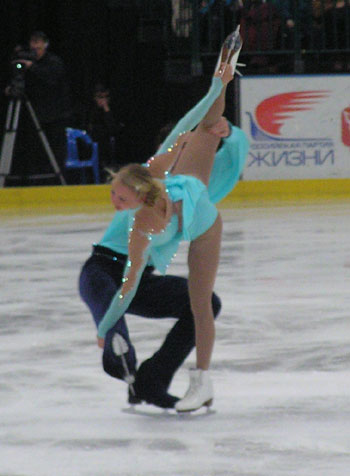
Нетрадиційне обертання Тетяна Тотьмяніна / Максим Маринін
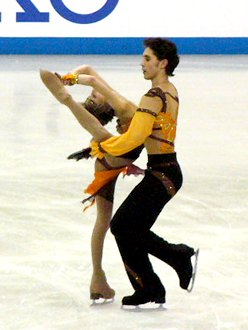
Танцювальне обертання Яна Хохлова / Сергій Новицький

## Обертання у правилах 2015—2016
Нова суддівська система розрізняє обертання стоячи, сидячи, лібелу, захил та комбіноване. Для кожного з цих обертань є варіанти зі стрибковим заходом і зі зміною ноги, вони оцінюються вище. У парному катанні додається спільне обертання (просте і зі зміною ноги).
Позначення: стоячи — USp, сидячи — SSp, лібела — CSp, захил — LSp, комбіноване — CoSp, спільне — PSp. Стрибок в обертання позначається буквой F (наприклад, FSSp), зміна ноги — буквою C.
Рівень обертання (B, 1, 2, 3 чи 4) визначається так званими «рисами»: чим більше рис нарахує технічна бригада, тим вище рівень. До сезону 2009—2010 на вихід із обертання давалося три обороти стоячи, але цього не завжди вистачало, чисте обертання зараховували як комбіноване. Починаючи з сезону 2010—2011, обертання стоячи, якщо воно виконане в кінці елемента, зараховується тільки з варіацією. Про цю зміну слід пам'ятати аматорам, з їхніми найпростішими комбінаціями на кшталт «дзиґа-гвинт».
Для всіх обертань, крім «чистих», фігурист повинен виконати п'ять вимог.
- Для стрибків у обертання:
  - Добре помітний стрибок, не схожий на крок чи маленький підскок.
  - Протягом двох обертів фігурист зайняв чисту позицію.
  - І ще два обороти утримував її.
- Для обертань зі зміною ноги на обох ногах фігурист зайняв чисту позицію.
- Для комбінованих обертань зі зміною ноги всі три базові позиції (стоячи, сидячи, лібела).

Якщо не виконана одна з цих вимог, базова вартість 70 % (примітка s). Якщо два — 50 % (примітка ss).
І в короткій, і в довільній програмі одиночникам дозволено три обертання. Парам — в короткій одне обертання (паралельне або спільне, задається на сезон), в довільній одне паралельне і одне спільне.

## Галерея

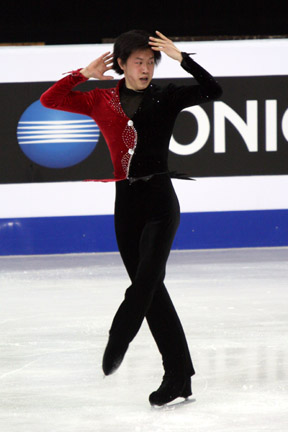
Гвинт (Гуань Цзиньлинь)
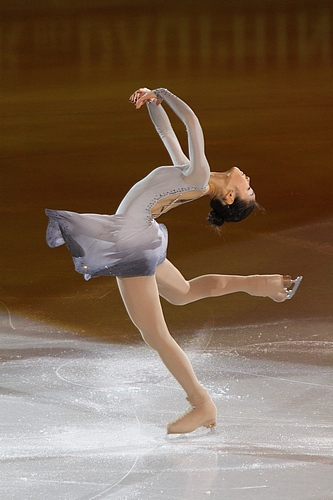
Захил (Йон А Кім)
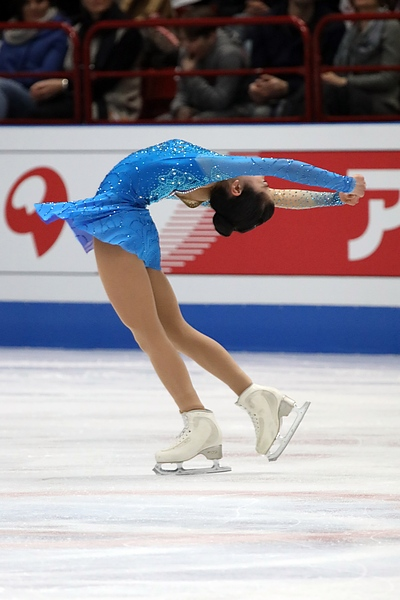
Ще варіант захилу (Сатоко Міяхара)
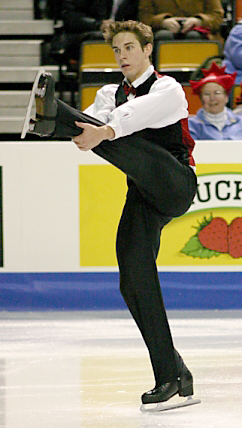
Розстріл (Тристан Тод)
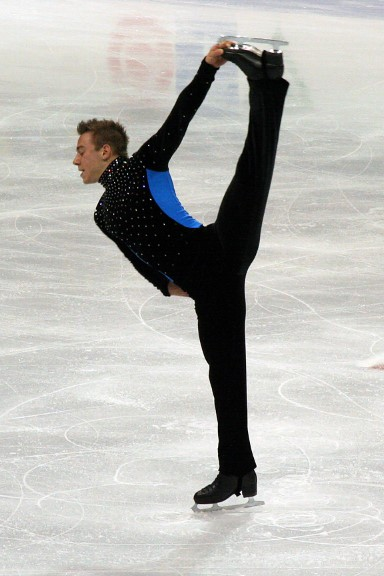
Прапорець (Шон Сойєр)
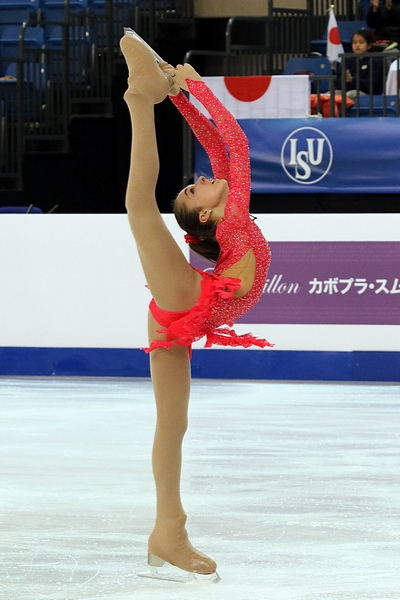
Більман (Анастасія Гожва)
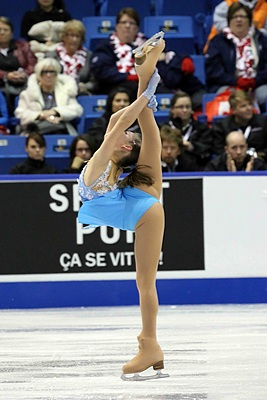
Більман у шпагаті (Юлія Липницька)
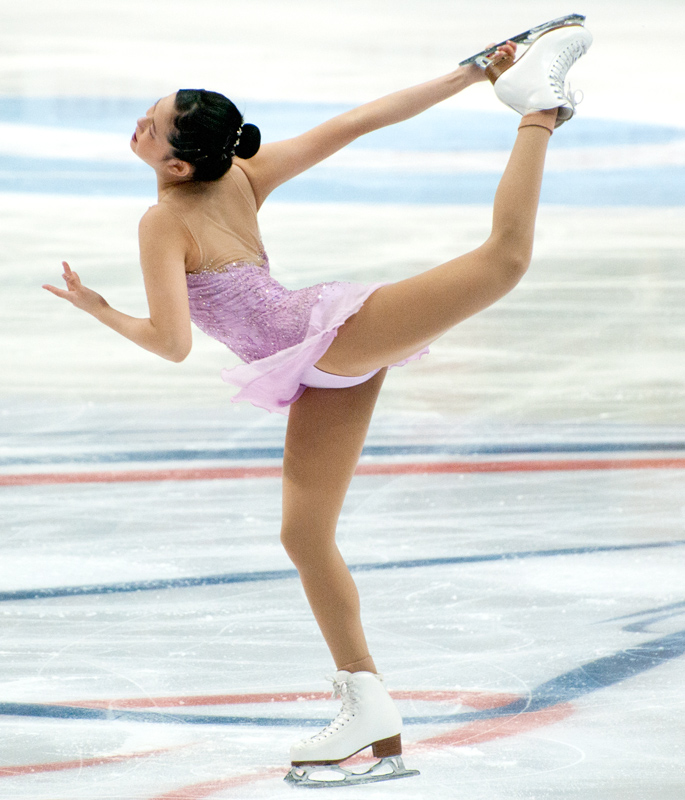
Напівбільман
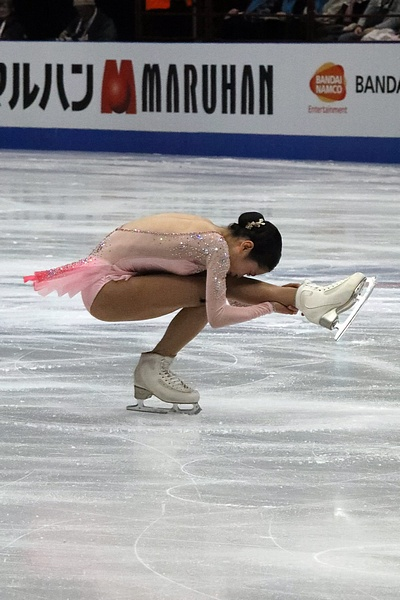
Дзиґа (Сатоко Міяхара)
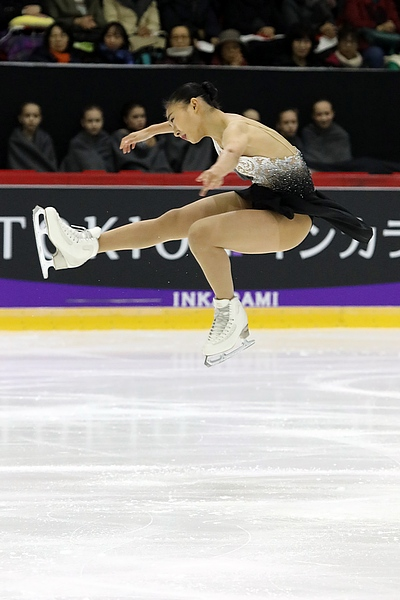
Стрибок у дзиґу (Каорі Сакамото)
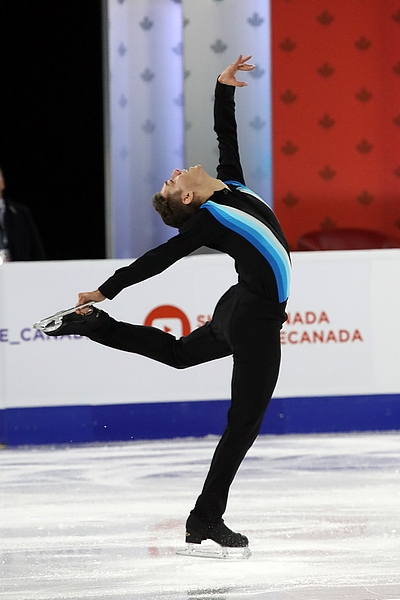
Захил «колечком» (Джейсон Браун)
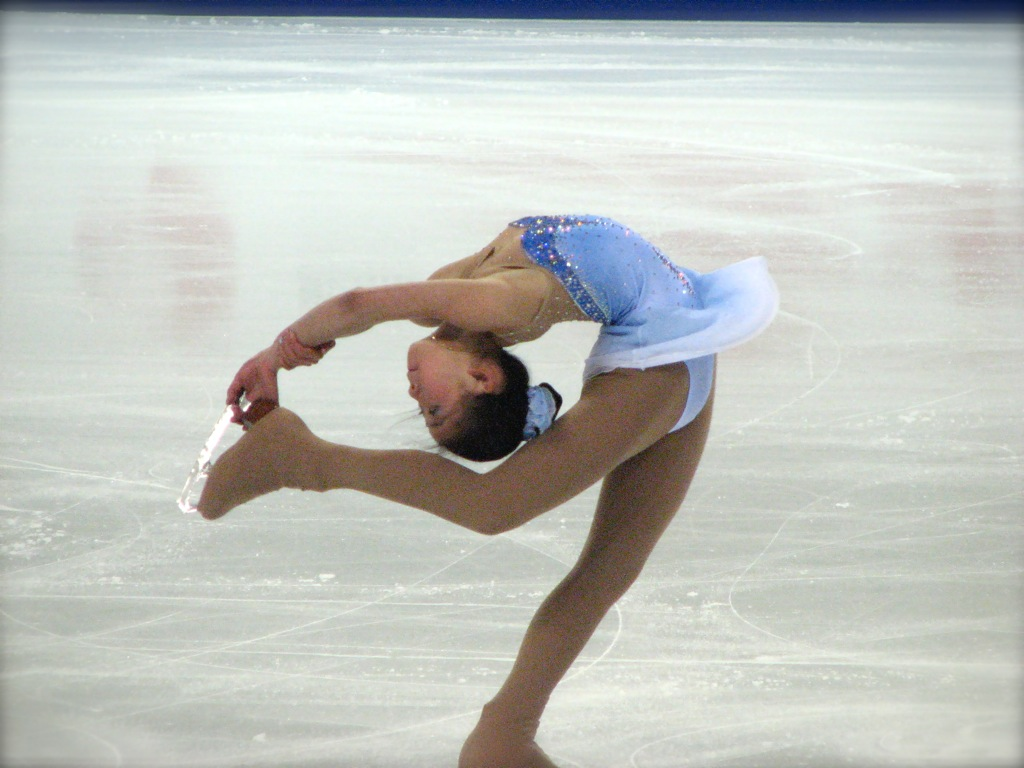
Ще один варіант захилу «колечком» (Керолайн Чжан)
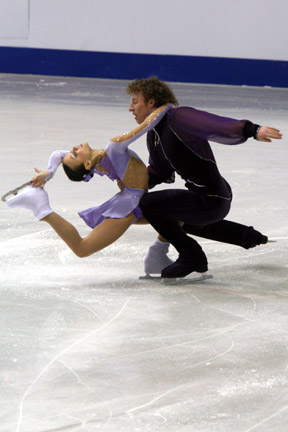
Парний захил з захопленням і дзиґа (Любов Ілюшечкіна / Нодарі Маїсурадзе)
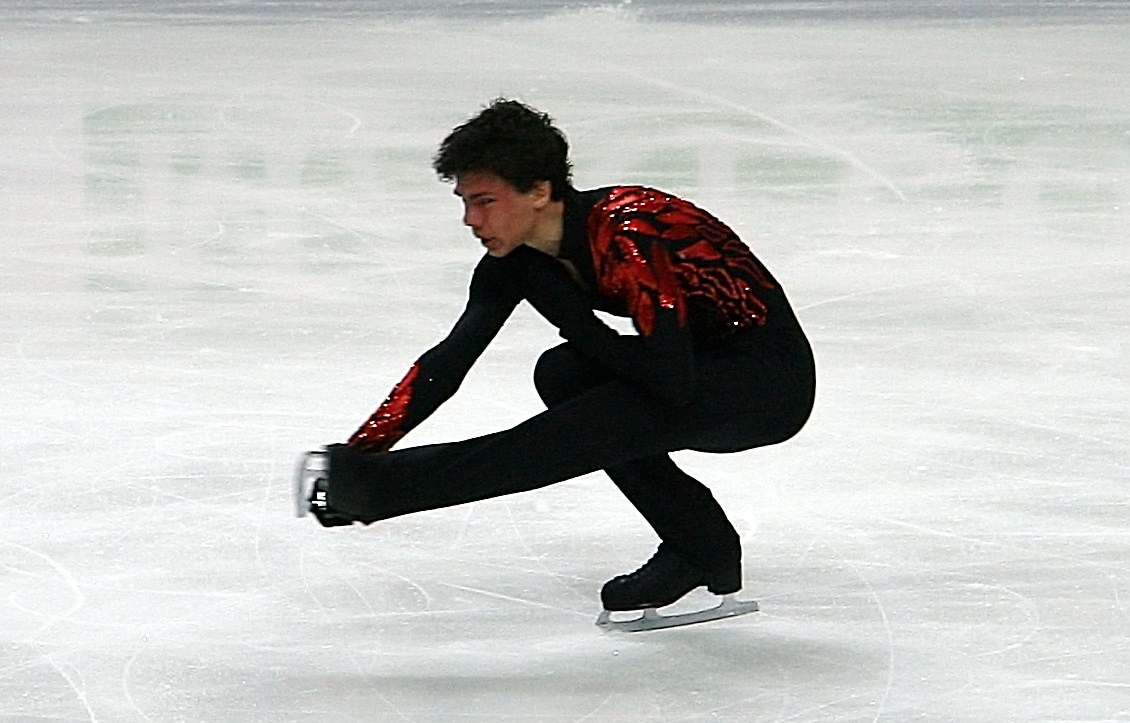
Гармата (Йорик Гендрікс)
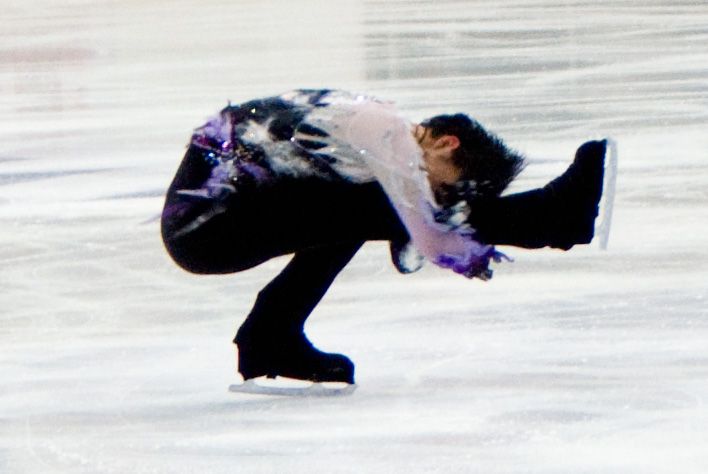
Складка (Юдзуру Ханю)
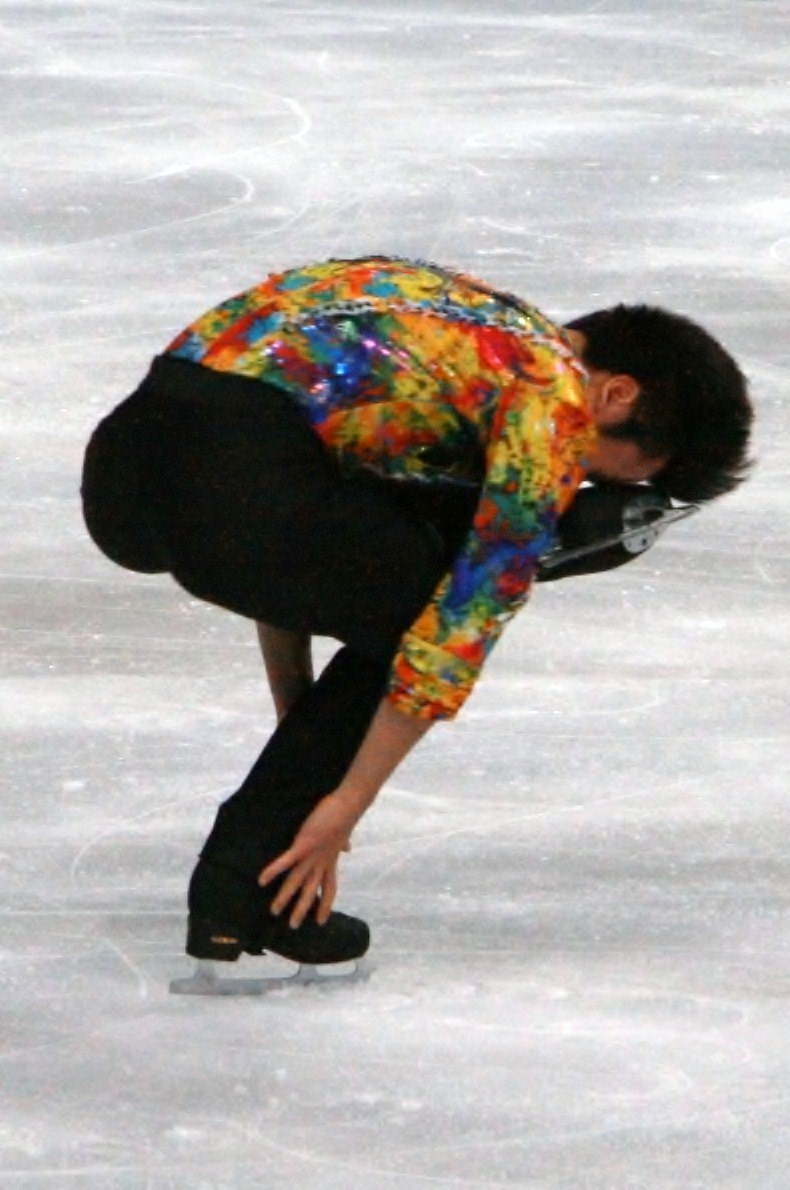
Млинець (Нобунарі Ода)
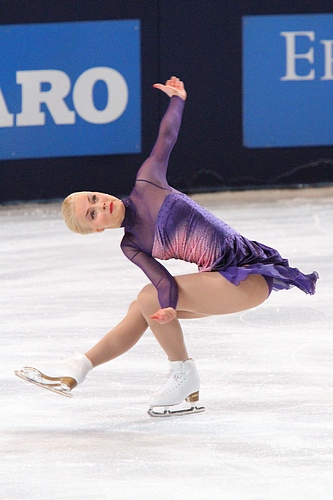
Скручена дзиґа (Кійра Корпі)
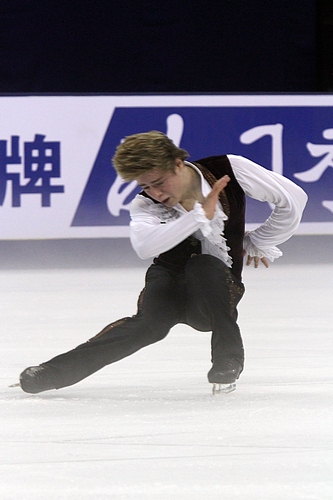
Ламана дзиґа (Річард Донбуш)
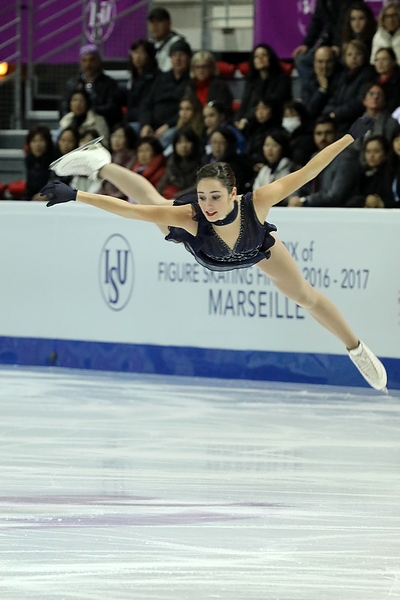
Стрибок у лібелу (бедуїнський) (Кейтлін Осмонд)
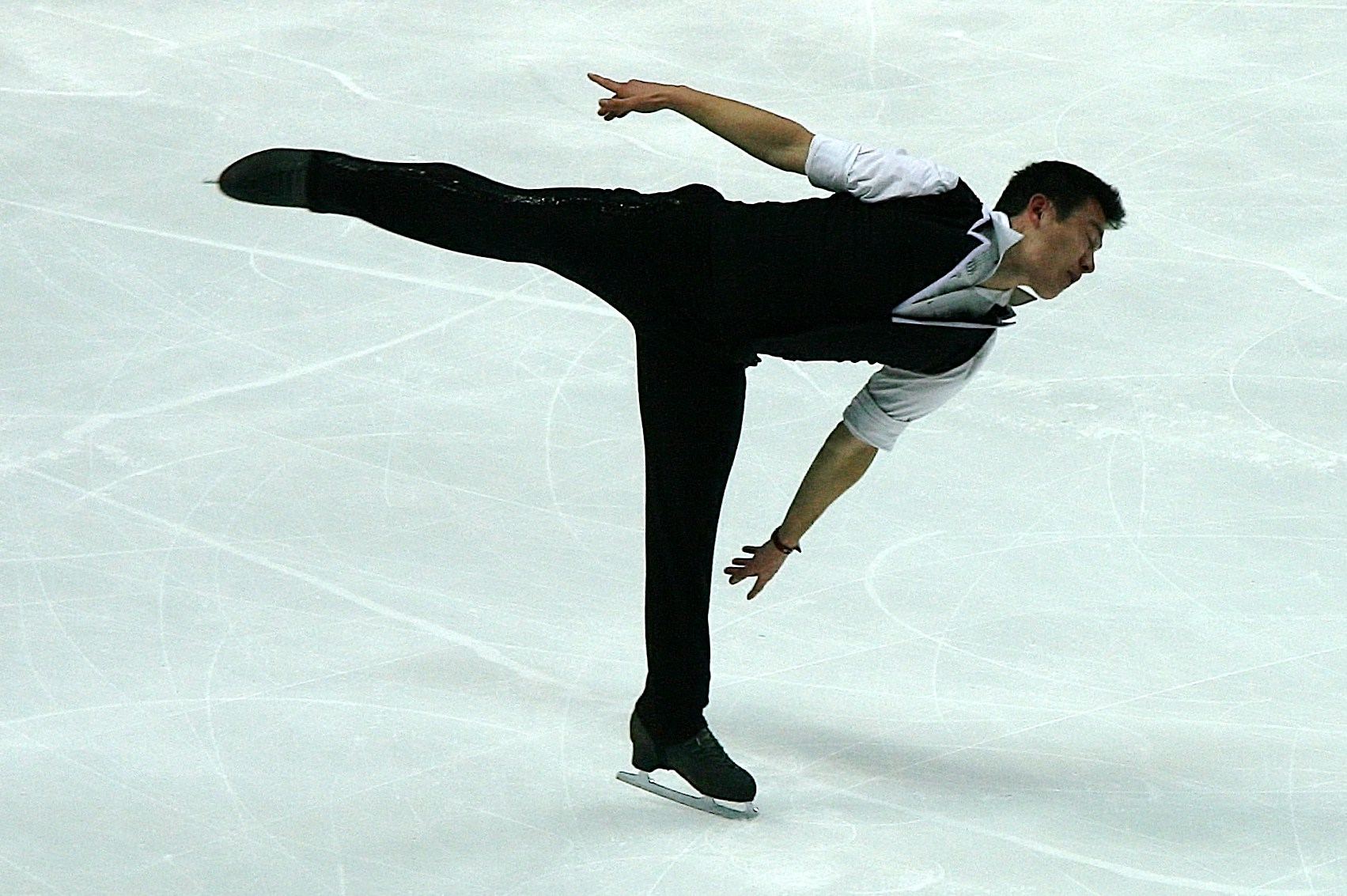
Класична лібела (Патрік Чен)
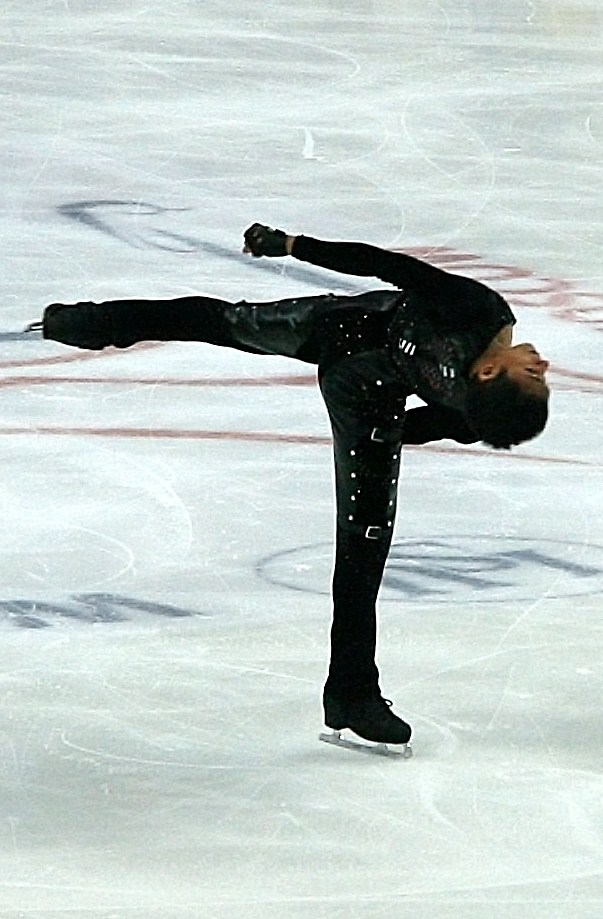
Лежача лібела (Флоран Амодьйо)
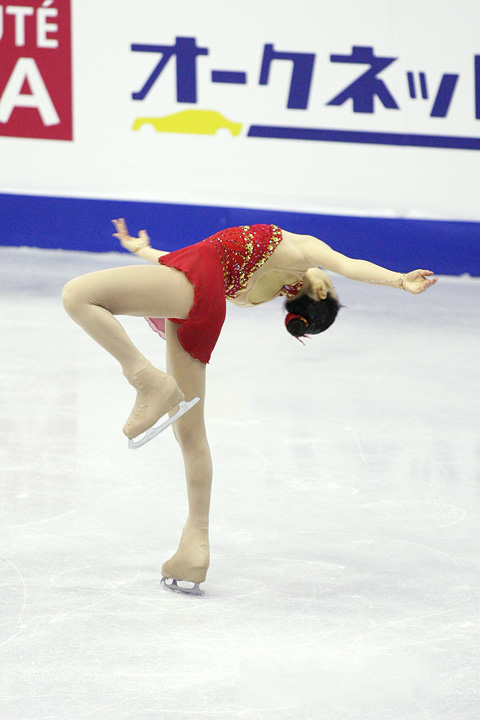
Лежача лібела зі звішеною ногою (Йон А Кім)
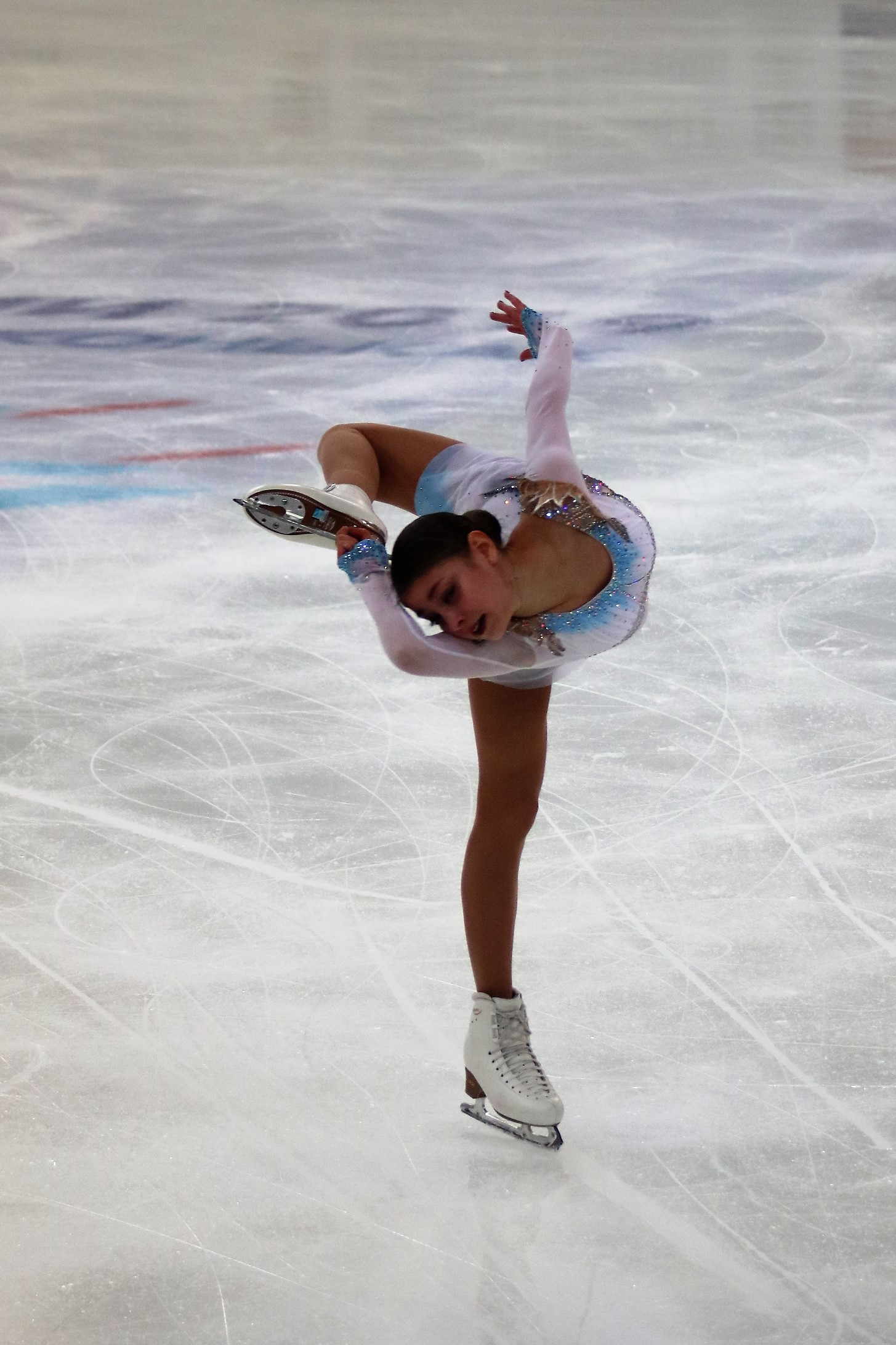
Колечко (Альона Косторна)
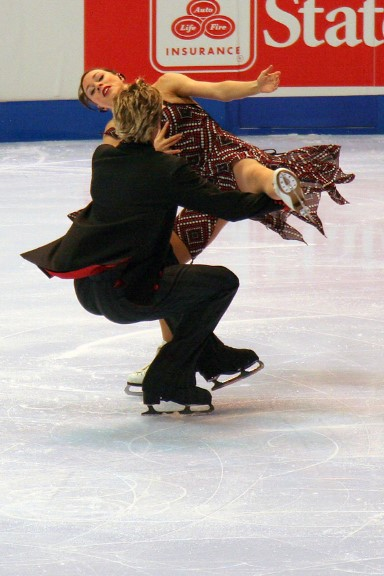
Англійське обертання (дзиґа та лібела) (Наталі Пешала / Фаб'ян Бурза)
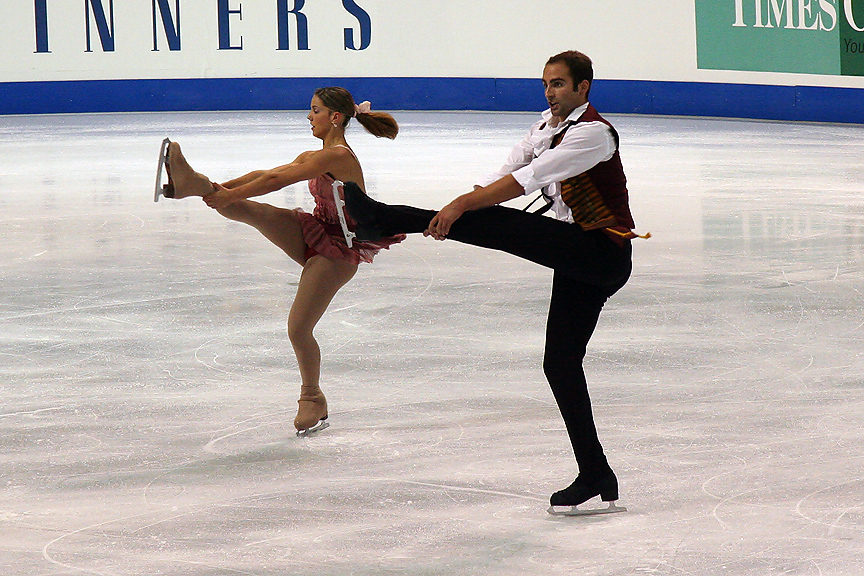
Паралельне обертання «розстріл» (Тіффані Вайз / Дерек Трент)
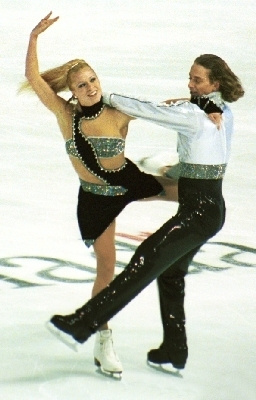
Танцювальне обертання стоячи (Ше-Лінн Бурн / Віктор Краатц)